# Говорушко, Сергей Михайлович
Серге́й Миха́йлович Говору́шко (9 мая 1955, с. Игнатьевка, Приморский край — 16 ноября 2024, Владивосток) — российский учёный-географ. Главный научный сотрудник Тихоокеанского института географии ДВО РАН (2007—2024), профессор Дальневосточного федерального университета (2011—2022). Лауреат премии имени А. А. Григорьева (2012). Доктор географических наук, профессор.

## Биография

### Образование
В 1977 году окончил отделение геоморфологии геофизического факультета Дальневосточного государственного университета по специальности «География». Тема дипломной работы: «Подземные льды и термокарст низовьев Индигирки». Руководитель: д.г.н., проф. Б. И. Втюрин.
В 1984 году окончил аспирантуру Института географии АН СССР.
В 1984 году защитил диссертацию на соискание ученой степени кандидата географических наук по теме «Курумообразование в различных морфоклиматических условиях Дальнего Востока». Руководитель: д.г.н., проф. Д. А. Тимофеев.
В 2002 году защитил диссертацию на соискание ученой степени доктора географических наук по теме «Эколого-географические основы оценки взаимодействия природы и общества».
В 2014 году присвоено ученое звание профессора по кафедре географии и устойчивого развития геосистем ДВФУ.

### Научная работа в Тихоокеанском институте географии ДВО РАН
- 1975—1984 — лаборант, старший лаборант (с 1976), стажер-исследователь (с 1977), младший научный сотрудник (с 1979) лаборатории мерзлотоведения ТИГ ДВНЦ АН СССР;
- 1984—1988 — младший научный сотрудник, научный сотрудник (с 1986), старший научный сотрудник (с 1987) лаборатории геоморфологии ТИГ ДВНЦ АН СССР;
- 1988—1992 — заведующий лабораторией эколого-географической экспертизы ТИГ ДВНЦ АН СССР;
- 1992—2006 — директор центра эколого-географической экспертизы ТИГ ДВО РАН;
- 2007—2017 — главный научный сотрудник лаборатории устойчивого природопользования и экспертизы ТИГ ДВО РАН;
- 2016—2019 — заместитель председателя диссертационного совета при ТИГ ДВО РАН;
- с 2017 — главный научный сотрудник лаборатории природопользования приморских регионов ТИГ ДВО РАН.

### Научно-преподавательская деятельность в вузах
- 2011—2016 — профессор кафедры геологии и геоинформационных систем Школы естественных наук ДВФУ
- 2016—2020 — профессор кафедры безопасности в чрезвычайных ситуациях и защиты окружающей среды Инженерной школы ДВФУ
- 2020—2022 — профессор департамента природно-технических систем и техносферной безопасности Политехнического института ДВФУ

В Дальневосточном федеральном университете читал курсы «Опасные природные процессы», «Геоэкологическое проектирование и экспертиза» и «Экологические последствия человеческой деятельности». В 2017 году на площадке популярного образовательной платформы «Универсариум» прочитал специальный цикл лекций «Стихийные бедствия», который посвящен наиболее опасным природным явлениям и их влиянии на деятельность человека. Являлся членом, заместителем председателя диссертационного совета по геоэкологии при ТИГ ДВО РАН. Член учебно-методического совета по образованию в области экологии и природопользования при Дальневосточном региональном учебно-методическом центре высшего образования Минобрнауки России.

### Научные достижения
Автор более 240 публикаций, в том числе 29 монографий (12 написаны без соавторов, 17 коллективных книг). Наиболее значимые работы:
- Курумовый морфолитогенез. Владивосток: ДВНЦ АН СССР, 1986. 118 с.
- Экологическое сопровождение хозяйственной деятельности. Владивосток: Дальнаука, 2003. 271 с.
- Влияние хозяйственной деятельности на окружающую среду. Владивосток: Дальнаука, 1999. 171 с.
- Влияние природных процессов на человеческую деятельность. Владивосток: ДВО РАН, 1999. 185 с.
- Взаимодействие человека с окружающей средой. Влияние геологических, геоморфологических, метеорологических и гидрологических процессов на человеческую деятельность: справочное пособие. М.: Академический проект, 2007. 684 с.
- Природа и человек. Атлас для студентов ВУЗов. М.: Дрофа; ДИК, 2009. 96 с.
- Геоэкологическое проектирование и экспертиза. Учебное пособие для студентов ВУЗов. Владивосток: ДВГУ, 2009. 388 с.
- Natural processes and Human impacts: Interaction between Humanity and the Environment. Dordrecht: Springer, 2012. 678 pp.
- Влияние человека на природу. Иллюстрированный атлас мира. Владивосток: Дальневосточный федеральный университет, 2016. 375 с.
- Human Impact on the Environment. An Illustrated World Atlas. Cham: Springer International Publishing Switzerland, 2016. 367 pp.
- Human-Insect Interactions. Boca Raton, FL: CRC Press, 2018. 428 pp.

С. М. Говорушко посвятил более 30 лет изучению геофизических явлений, как в различных уголках земного шара, так и на Дальнем Востоке. В особую сферу научных интересов входят как последствия влияния опасных природных процессов на хозяйство, так и человеческой деятельности на природу. Научные разработки реализованы в практической деятельности при проведении экологических экспертиз проектов различных промышленных объектов на Дальнем Востоке России. В 2012 году ученому присуждена Премия РАН имени А. А. Григорьева за выдающиеся работы в области физической географии. В 2016 г. — кандидат в члены-корреспонденты РАН.
С. М. Говорушко является членом редакционных коллегий научных журналов «Annals of the University of Craiova. Series Geography», «Тихоокеанская география», «География в школе» и «Астраханский вестник экологического образования».
Скончался 16 ноября 2024 года в возрасте 69 лет.

## Членство в научных организациях
- Русское географическое общество
- Ассоциация российских географов-обществоведов, с 2012 г.
- Ассоциация инструкторов по оценке воздействия на окружающую среду (Манчестер, Великобритания), с 1990 г.
- Международная ассоциация по оценке воздействий (Атланта, США), с 1991 г.
- Международный географический союз, комиссия по холодным регионам (Брюссель, Бельгия), с 2012 г.